# Альфонсо V (король Леона)
Альфо́нсо V Благоро́дный (исп. Alfonso V el Noble; также Альфонсо V Законодатель (исп. el la Buenos Fueros) или Альфонсо V Восстановитель (исп. el Restaurator); 996 — 7 августа 1028) — король Леона (999—1028; самостоятельно — с 1007) из династии Перес. Проводил политику восстановления королевства после походов мавров, вновь заселил столицу королевства, город Леон, и издал «Фуэро Леона». Погиб в походе на Визеу.

## Биография

### Регентство

#### Борьба за регентство
Альфонсо V был сыном короля Леона Бермудо II. Он стал королём в возрасте трёх лет, когда его отец в сентябре 999 года неожиданно скончался во время поездки по своему королевству. Так как Альфонсо был ещё малолетним, то управление перешло в руки регентов — матери нового короля Эльвиры Гарсия, дочери графа Кастилии Гарсии Фернандеса, и самого влиятельного из вассалов короля, графа Португалии Менендо II Гонсалеса. На регентство так же претендовал и дядя Альфонсо V, граф Кастилии Санчо Гарсия, но недовольная отделением Кастилии от королевства Леон леонская знать воспрепятствовала его вхождению в регентский совет. Однако граф Кастилии смог оказывать влияние на управление Леоном через свою сестру Эльвиру, в результате чего при леонском королевском дворе сформировались две группы знати: про-кастильская, во главе которой стояла мать короля, и антикастильская, во главе которой встал граф Португалии. 11 октября 999 года состоялась церемония коронации Альфонсо V, которую провёл епископ Леона Фроилан I. В хартии, данной по этому поводу 13 октября, первой стояла подпись Менендо II Гонсалеса, второй — Санчи Гарсии, хотя в документе Санчо наделён более высоким титулом (герцог), чем Менендо (граф). Это свидетельствует о преобладании в этот момент при дворе антикастильской партии. По словам Пелайо из Овьедо, Альфонсо был увезён графом Менендо в его владения в Галисии и воспитан в его семье. Одним из первых действием Менендо Гонсалеса на посту регента стало заселение им разрушенной маврами Саморы, которое он начал в первый год правления Альфонсо V.

#### Отношения с маврами
С самого начала регенты столкнулись с опасностью новых разорительных походов мавров во главе с фактическим правителем Кордовского халифата аль-Мансуром. При дворе короля Леона перевес взяла группа знати, настаивавшая на продолжении войны с мусульманами. В 1000 году между королевством Леон, королевством Наварра и графством Кастилия был заключен союз против мавров, однако в этом же году войско союзников потерпело тяжёлое поражение от аль-Мансура в битве при Сервере, в которой погиб король Наварры Гарсия II Санчес. После этого в течение двух лет аль-Мансур совершил несколько походов в Кастилию и Наварру. Его смерть 10 августа 1002 года, последовавшая после победы объединённого войска христиан в битве при Калатаньясоре, не приостановила наступление мавров на христианские государства севера Пиренейского полуострова и в конце года сын и преемник аль-Мансура, хаджиб Абд аль-Малик аль-Музаффар совершил поход в Леон. После этого похода регенты Леонского королевства приняли решение заключить мир с Кордовским халифатом и в феврале 1003 года в Кордове Пелайо, внебрачный сын короля Бермудо II, подтвердил условия мирного договора между Леоном и Кордовским халифатом.

Пиренейский полуостров в 1000 году.

На правах союзника Абд аль-Малика аль-Музаффара леонское войско участвовало в 1003 году в походе в Барселонское графство, во время которого мавры сначала были разбиты графом Барселоны Рамоном Боррелем I и другими каталонскими владетелями в битве при Торе, а затем 25 февраля нанесли войску каталонцев поражение в битве при Альбесе. В 1004 году между графом Португалии Менендо II Гонсалесом и графом Кастилии Санчо Гарсией возник новый конфликт по вопросу регентства над королём Альфонсо V. За посредничеством оба претендента обратились к Абд аль-Малику аль-Музаффару, который признал своего союзника Менендо Гонсалеса, лично явившегося в Кордову, законным опекуном малолетнего короля Леона. Против отказавшегося подчиниться этому решению графа Кастилии Абд аль-Малик и граф Менендо совершили совместный поход.
Однако в 1005 году по неизвестным причинам между Леоном и Кордовским халифатом вновь началась война. Хаджиб аль-Музаффар совершил поход в горные районы Леона и взял крепость Лу́на, а его полководец Вадих вновь разорил Самору. Граф Кастилии Санчо Гарсия заключил в 1006 году мир с Кордовским халифатом и сопровождал аль-Музаффара в походе в графство Рибагорса. Навстречу маврам выступило соединённое войско Рибагорсы, Леона и Наварры, однако союзники не смогли помешать мусульманам завоевать бо́льшую часть графства Рибагорса. В 1007 году граф Кастилии вновь разорвал мир с маврами, вместе с войсками из Леона и Наварры вторгся на территорию Кордовского халифата и захватил крепость Клунию. Только смерть в 1008 году Абд аль-Малика аль-Музаффара и начавшийся вскоре после этого кризис в Кордовском халифате прекратили регулярные нападения мавров на христианские государства Пиренейского полуострова и позволили христианам самим перейти в наступление на владения мусульман.

### Самостоятельное правление

#### Начало самостоятельного правления
В 1007 году Альфонсо V достиг совершеннолетия и начал самостоятельно править королевством. Его мать, Эльвира Гарсия, ушла в монастырь. Граф Менендо II Гонсалес уехал в свои владения в Португалии, но перед отъездом добился от Альфонсо V согласия вступить в брак со своей дочерью Эльвирой. Так как та ещё не достигла брачного возраста, было принято решение отложить бракосочетание до её совершеннолетия и только в 1015 году Эльвира Менендес де Меланда стала законной супругой короля Леона. Сам граф Менендо II погиб 6 октября 1008 года в бою с норманнами у города Авенозо. Его преемник, граф Нуньо I Альвитес, уже не оказывал на короля Альфонсо V никакого влияния.
Сразу же после известия о гибели графа Менендо Гонсалеса, против Альфонсо V поднял мятеж один из его вассалов, граф Сальдании Гарсия Гомес. В 1008 году он приехал в Кордову, чтобы просить военной помощи против короля Леона у нового хаджиба, своего дальнего родственника Абд ар-Рахмана Санчуэло, получил её, зимой 1009 года выступил с войском мавров в поход на Леон, но из-за сильных холодов был вынужден возвратиться, так и не начав военные действия. Дальнейшей войне с Альфонсом V Гарсии Гомесу помешала начавшаяся в этом же году гражданская война в Кордовском халифате. Граф Сальдании примирился с королём Леона и принял активное участие в этой войне: в 1009 году во главе отряда леонцев он как союзник халифа Сулеймана и графа Кастилии Санчо Гарсии участвовал во взятии и разграблении Кордовы.

#### Нападение норманнов
О правлении Альфонсо V между 1009 и 1017 годами известно не очень много. Из событий этого времени, кроме отношений с Кастилией, наиболее крупными являются созыв в 1012 году по инициативе короля церковного собора в городе Леон и нападение норманнов на Галисию в 1015—1016 годах. Войско викингов во главе с конунгом Олофом Толстым беспрепятственно разорило Галисию и Португалию, разграбило Туй и другие города. Только через 9 месяцев королю Альфонсо V удалось изгнать норманнов из пределов своего королевства.

#### Фуэро Леона

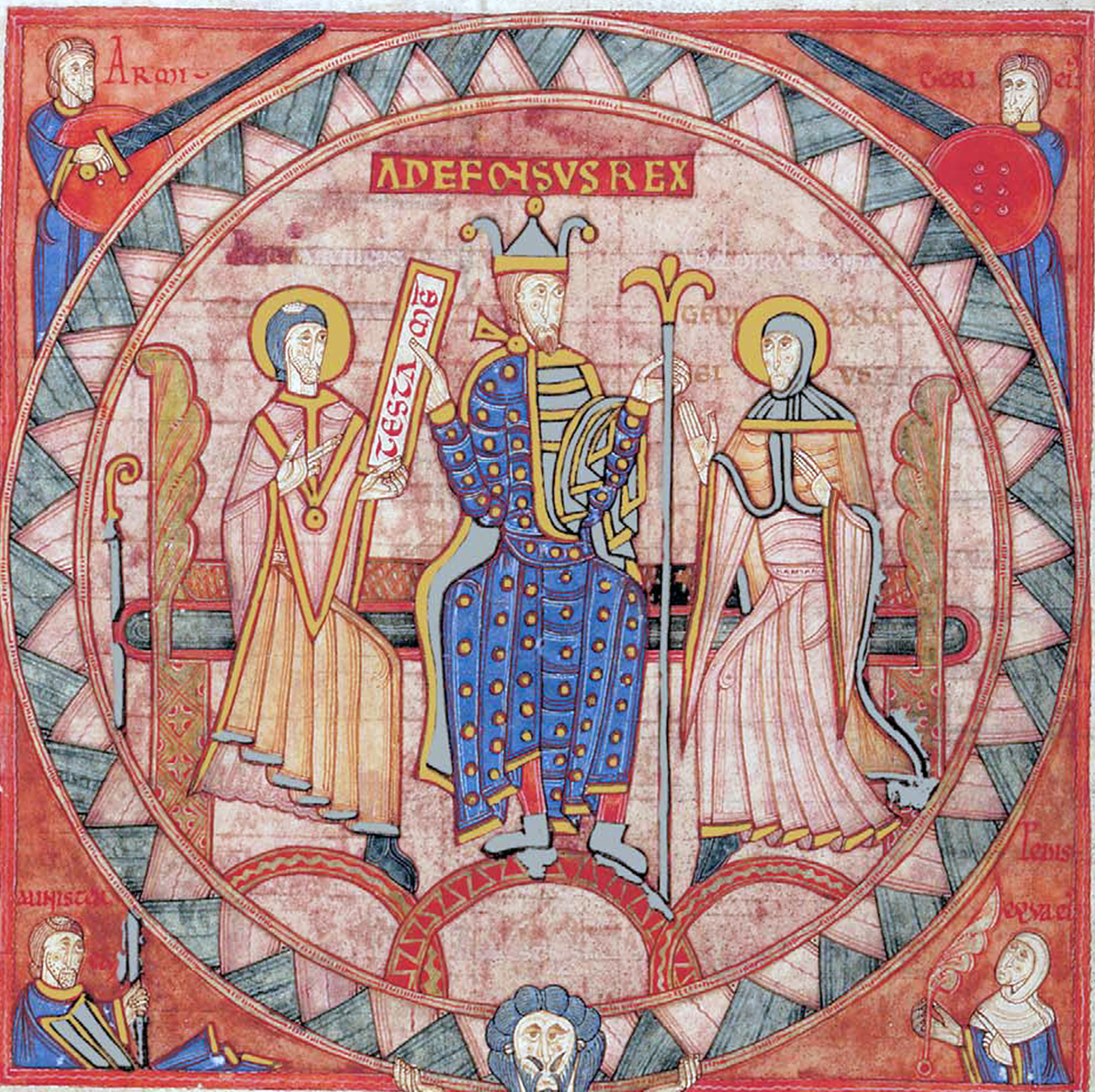
Альфонс V. Миниатюра из рукописи хроники Пелайо из Овьедо (XIII в.)

К 1017 году относится одно из главных событий правления Альфонсо V — издание «Фуэро Леона». Ещё ранее этой даты король начал повторное заселение столицы королевства, города Леон, почти полностью разрушенного в результате походов аль-Мансура в конце X века. За несколько лет в городе были восстановлены или построены несколько церквей и монастырей (в том числе, собор Сан-Хуан-Батиста-де-Леон, превращённый в семейную усыпальницу королей Леона). В город из других районов страны по указу короля переселялись ремесленники. Чтобы активизировать переселение, 30 июля 1017 года Альфонсо V издал фуэро, в котором давал новым жителям города целый ряд льгот и привилегий. Особенное внимание уделялось регулированию имущественных отношений между жителями города, жителями окрестностей и представителями королевской власти. 1 августа 1020 года в городе Леон по инициативе короля собрался большой собор, на котором присутствовали почти все знатные духовные и светские лица королевства. Участники собора одобрили предложенный королём расширенный вариант «Фуэро Леона», в котором определялись права городских общин и их взаимоотношения с королевской властью. Действие этого фуэро было распространено собором на всю территорию королевства и в последующие два века «Фуэро Леона» стало основой для создания большинства фуэрос, изданных для городов Леона, Галисии и Астурии.

#### Отношения с Кастилией и Наваррой
С самого начала единовластного правления Альфонсо V начали обостряться отношения между королевством Леон и графством Кастилия. Граф Санчо Гарсия, желавший увеличить свои владения как за счёт Кордовского халифата, так и за счёт Леона, ещё до гибели графа Менендо II Гонсалеса захватил леонские земли между реками Сеа и Писуэрга, власть над которыми всегда оспаривалась Леоном и Кастилией. Король Альфонсо V, занятый восстановлением своего королевства, не смог помешать присоединению этих областей к Кастилии. В дальнейшем граф Санчо несколько раз пытался организовать мятежи своих сторонников в Леоне, чтобы добиться от Альфонсо V ещё бо́льших уступок, но успеха эти действия не имели. В 1014 году произошёл окончательный разрыв между королём Альфонсо V и графом Санчо Гарсией, связанный с начавшимися в Кастилии преследованиями сторонников леонского короля. Множество кастильских дворян бежало ко двору короля Леона. Среди этих беженцев была и семья Вела, уже 80 лет конфликтовавшая с графской семьёй Кастилии из-за обладания графством Алава. Один из представителей этой семьи, граф Родриго Вела, вскоре стал первым советником Альфонсо V, а когда у короля в 1017 или 1018 году родился сын Бермудо, Родриго получил почётное право стать крёстным отцом наследника престола.
Ситуация изменилась, когда 5 февраля 1017 года умер граф Санчо Гарсия и новым правителем Кастилии стал его несовершеннолетний сын Гарсия Санчес. Король Альфонсо V уже в марте организовал поход против Кастилии и возвратил все земли, захваченные ранее графом Санчо. Правителем этих земель был поставлен граф Педро Фернандес Лайнес-о-Флагинес, ранее отличившийся в борьбе с про-кастильскими мятежниками. К этому периоду времени относится единственное в истории королевства Леон употребление его монархом титула «король Леона и Кастилии» и восстановление в титулатуре Альфонсо титула «Император всей Испании» (лат. Imperator totius Hispaniae), которым наделяет его в своих письмах к нему аббат монастыря Санта-Мария-де-Риполь Олиба.
Однако неожиданно для себя король Альфонсо V столкнулся с новым противником, королём Наварры Санчо III, объявившим себя опекуном своего родственника, графа Гарсии Санчеса. Хронология дальнейших событий историками пока точно не установлена, но известно, что к 1020 году королю Наварры удалось вновь отвоевать у Альфонсо V область между Сеа и Писуэргой, а к 1022 году захватить и некоторые другие земли королевства Леон. 2 декабря 1022 года скончалась жена короля Альфонсо V, Эльвира Менендес, и король Леона предложил Санчо III заключить мир, который должно было скрепить бракосочетание Альфонсо V с сестрой короля Наварры, Урракой Гарсес. Несмотря на то, что брак нарушал церковные законы, запрещавшие браки между близкими родственниками (Альфонсо и Уррака были двоюродными братом и сестрой), в 1023 году состоялась церемония их бракосочетания. Между Леоном и Наваррой был заключён мир, который не был нарушен до самой смерти короля Альфонсо V. Земли, завоёванные королём Санчо III, были возвращены Леону как приданое Урраки Гарсес.

#### Гибель Альфонсо V

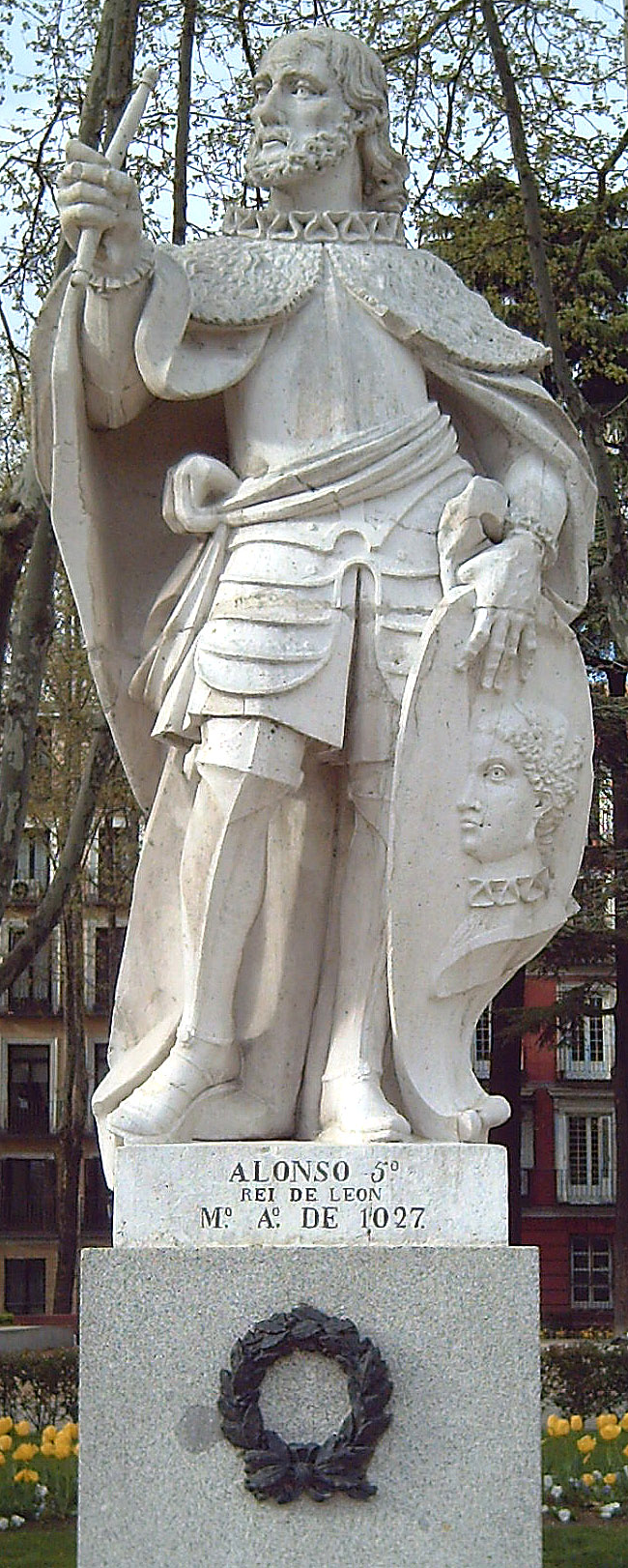
Памятник Альфонсо V в Мадриде

Летом 1028 года король Альфонсо V организовал поход в охваченный междоусобной войной Кордовский халифат. Леонское войско осадило город Визеу. 7 августа, из-за сильной жары не облачившись в доспехи, король, объезжая свои войска, был убит стрелой, выпущенной с одной из башен города. После гибели Альфонсо V войско христиан сняло осаду и возвратилось в Леон. Тело короля было похоронено в столичном соборе Сан-Исидоро-де-Леон, где находится и в настоящее время. Преемником короля Альфонса V стал его 10-летний сын Бермудо III.

### Семья
Король Альфонсо V был женат два раза. Первой его супругой (с 1015) была Эльвира (в некоторых источниках называется Гелорией) Менендес де Меланда (умерла 2 декабря 1022), дочь графа Португалии Менендо II Гонсалеса. Детьми от этого брака были:
- Санча (1016—7 ноября 1067) — жена (с 1032) короля Кастилии Фернандо I (1016/1018—27 декабря 1065)
- Бермудо III (1017—4 сентября 1037) — последний король Леона (1028—1037).

Вторым браком (с 1023) Альфонсо V был женат на Урраке (умерла после 6 августа 1031), дочери короля Наварры Гарсии II Санчеса. В этом браке у короля родилась дочь Химена, жена графа Фернандо Гундемариса.
От неизвестной по имени женщины король Альфонсо V имел внебрачного сына Нуньо, получившего титул граф Амайя.